# Morella funckii
Morella funckii, conocida comúnmente con el nombre de olivo de cera, es una especie de planta de la familia Myricaceae. Es nativa de Colombia y Venezuela.

## Etimología
Especie dedicada por A. Chevalier a N. Funk, quien realizó expediciones botánicas en Venezuela y colectó el ejemplar tipo de la especie.

## Descripción
Son arbustos de 3 - 5 m de altura, con flores dioicas (raramente monoicas), poseen amentos unisexuales; sus hojas son oblongas generalmente glabras, algunas veces glabrescente (que casi no posee pelos); sus nervios primarios y secundarios del haz son ligeramente pubérulos al igual que el nervio primario del enves; brácteas florales principales pubérulas solo en el ápice.

## Distribución
Se distribuye en Colombia en los departamentos de Boyacá, Santander y Cesar, también se encuentra en Venezuela. Suele estar en alturas de entre 1990 - 3700 metros. Y suele crecer en suelos erosionados, expuestos a la radiación solar y fuertes vientos.